# Hôtel (Amboise, 16 place Richelieu)
Pour les articles homonymes, voir Hôtel (homonymie).
L'hôtel, 16 place Richelieu est un hôtel particulier du XVIe siècle de la ville d'Amboise dans le département français d'Indre-et-Loire.
Construit au XVIe siècle, il est également dénommé maison du Philosophe inconnu car Louis-Claude de Saint-Martin y naît en 1743. Cet hôtel est partiellement inscrit comme monument historique en 1948.

## Localisation
L'hôtel se situe à la rencontre des places du Commerce et Richelieu et de la rue Rabelais, cette dernière suivant la rive gauche de l'Amasse. Ce quartier se trouve, au moment de la construction de l'hôtel, en-dehors de la ville close, dans ses faubourgs sud.

## Histoire
L'édifice date du XVIe siècle. Louis-Claude de Saint-Martin naît dans cet hôtel en 1743 mais il le revend en 1767.
La façade sur rue et la toiture du bâtiment sont inscrites comme monuments historiques par arrêté du 26 avril 1948.

## Description

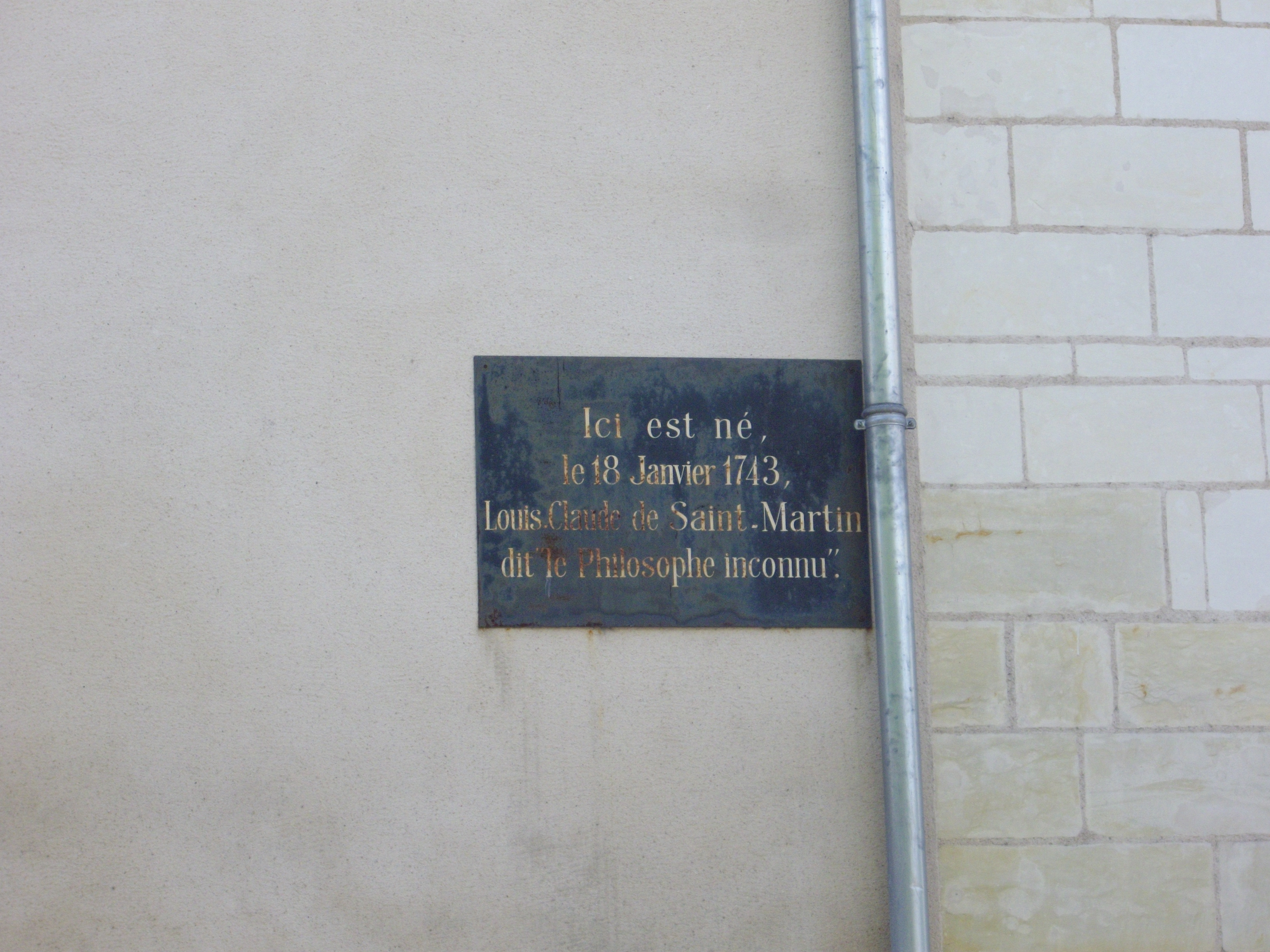
Plaque commémorative.

Une partie des corps de bâtiments de l'hôtel sont démolis mais il subsiste le portail en plein cintre ainsi que le corps de logis sur rue. Ce dernier se compose d'un rez-de-chaussée surélevé sur cave, d'un étage et d'un comble. Ce corps de logis, très restauré dans les années 1980, possédait deux lucarnes aux gables sculptés.
Une plaque, apposée sur la façade, rappelle le souvenir de Louis-Claude de Saint-Martin, né dans cet hôtel et non un peu plus loin, comme une autre plaque pourrait le laisser croire.

## Pour en savoir plus